# Виноградов, Валерий Арменакович
Валерий Арменакович Виноградов (настоящая фамилия — Саркисян; 26 мая 1956) — российский музыкант, гитарист, вокалист. Известен как гитарист классического состава группы Центр, играющий в группе по настоящее время.

## Группа «Центр»
В начале 1980-х стал одним из участников классического состава группы Центр (Шумов, Локтев, Виноградов, Шнитке, Саркисов). Песни группы, которые пел Виноградов — «Мальчик в теннисных туфлях», «Билет на аэробус», «Мы стали моложе, чем вчера», «Учитесь плавать» («Новые ветры»), «Телефон-рок», «У Артура Гордона Пима» («Скрыто от глаз»), «Полуночная нимфа».

В то время наш ансамбль носил гибкий и пластический характер, у каждого члена группы была возможность для музицирования и каждый мог активно влиять на конечный вариант аранжировки. Это был настоящий фрирок, и мы имели абсолютную свободу для самовыражения. Жаль, что впоследствии эта традиция была подзабыта.
— Валерий Виноградов
Покинул группу в 1986, но в 1990-е, после эмиграции Шумова в США, возобновил сотрудничество, начиная с записи альбома Брюлик. По настоящее время Виноградов и Шумов — единственные участники группы из классического состава.
В 2008—2011 в группе Центр играл на клавишных сын Валерия Виноградова — Алексей. После годичного отсутствия, он в 2012 вернулся в группу.

## Другая музыкальная деятельность
В конце 1980-х Валерий Виноградов играл в группе Среднерусская возвышенность. В начале 1990-х был гитаристом Джоанны Стингрей.
Также он поддерживает московскую группу Super Duper.

## Семья
Жена — лингвист Вера Виноградова. Сын — Алексей Виноградов, также музыкант.
Братья — Юрий Саркисян (барабанщик, вокалист), Эдуард Саркисян (композитор, мультиинструменталист).
Дедушка — генерал армии Ивановский, Евгений Филиппович

## Дискография в составе группы «Центр»
Многие альбомы переиздавались начиная с 2007 года лейблом Артемия Троицкого «Zenith», с дистрибуцией через лейбл СОЮЗ.
| Год  | Название альбома                | Примечания | Основной состав                                                                   |
| ---- | ------------------------------- | --- | --------------------------------------------------------------------------------- |
| 1982 | Запись в клубе Трамвайного Депо | Запись в клубе Трамвайного Депо, рядом с Птичьим Рынком в Москве. Переиздан в 2007 году под названием «Трамвайное депо».         | Шумов, Виноградов, Саркисов, Локтев, Шнитке                                       |
| 1983 | Стюардесса летних линий         | Альбом попал в книгу «100 магнитоальбомов советского рока» Александра Кушнира. Переиздан на CD в 2007 году (лейблы СОЮЗ / Зенит) | Шумов, Виноградов, Саркисов, Локтев, Шнитке, Кузьмин                              |
| 1984 | Тяга к технике                  | Переиздан на CD в 2008 году (лейблы СОЮЗ / Зенит)                                                                                | Шумов, Локтев, Виноградов, Шнитке, Саркисов, Юрий Иванов.                         |
| 1984 | Цветок и мотылек                | Переиздан на CD в 2008 году (лейблы СОЮЗ / Зенит)                                                                                | Шумов, Иванов, Локтев, Виноградов, Диденко                                        |
| 1985 | Учитесь плавать                 | Переиздан на CD в 2008 году (лейблы СОЮЗ / Зенит)                                                                                | Шумов, Васильев, Виноградов, Чурилов, Иванов                                      |
| 1985 | Признаки жизни                  | Переиздан на CD в 2009 году (лейблы СОЮЗ / Зенит). Несколько песен написал Е. Головин.                                           | Шумов, Васильев, Виноградов, Чурилов, Скляр                                       |
| 1995 | Брюлик                          | | Шумов, Виноградов, Тихомиров, Сабинин, Албано, Фаст Фредди, Локтев (препродукция) |
| 1997 | Смутное пятно неизвестно чего   | | Шумов, Виноградов, Головин, Фаст Фредди, Лафосс, Албано                           |
| 2008 | У прошлого нет будущего         | | Шумов, Валерий Виноградов, Алексей Виноградов                                     |
| 2011 | Мне хорошо. Часть первая        | | Шумов, Виноградов, Ильницкий, Беккет                                              |
| 2012 | Мне хорошо. Часть вторая        | | Шумов, Виноградов, Ильницкий, Беккет                                              |